# 잇키촌
잇키촌(一箕村)은 후쿠시마현 기타아이즈군에 일찍이 존재했던 촌이며. 현재의 아이즈와카마쓰시의 일부이다.

## 역사
- 1875년 8월 12일 - 주변의 촌들이 합병해 마쓰촌이 되었다.
- 1889년 4월 1일 - 정촌제가 시행되어 7촌이 합병해 산요촌이 성립하였다.
- 1891년 2월 13일 - 산요촌에서 잇키촌으로 개칭되었다.
- 1955년 1월 1일 - 와카마쓰시에 편입되어, 폐지되었다.

## 현재
현재 아이즈와카마쓰시 북동부에 해당하며 상업지, 주택지, 농촌 취락, 논과 밭, 산림 등이 펼쳐져 있다. 이 지역을 국도 49호, 후쿠시마현도 64호 아이즈와카마쓰우라반다이선, 후쿠시마현도 69호 기타야마아이즈와카마쓰선 등이 경유하고 있다. 이들 노선의 일부 연선에는 음식점, 슈퍼마켓 등의 상업시설이 늘어서 있다. 반에쓰 자동차도가 경유하고 있다. 또한, 이 지역에는 역은 없지만, 동일본 여객철도 반에쓰사이선도 경유한다. 

## 참고문헌
- 『会津若松史』「第7巻 大正・昭和の会津」1967年、会津若松市
- 『会津若松史』「第12巻 史料便覧編」1967年、会津若松市